# Пан'європейські транспортні коридори

Карта мережі транспортних коридорів у Європі

Пан'європейський транспортний коридор — транспортні коридори (система транспорту, тобто залізниць, автомобільних доріг тощо) у Центральній та Східній Європі.
Позначається як PE з додаванням цифри, наприклад, PE1.
Була спочатку визначена на ІІ пан'європейській конференції з транспорту на Криті в березні 1994 року, доповнення внесені на ІІІ конференції в Гельсінкі в 1997 році. Тому, незалежно від географічного положення, ці транспортні коридори також іноді називають критськими коридорами або хельсінськими коридорами.
| I    | Північ - Південь : - Гілка A: Гельсінкі — Таллінн — Рига — Каунас і Клайпеда — Варшава і Гданськ - Гілка B: (Via/Rail Hanseatica) — Рига — Калінінград — Гданськ - Гілка C: Балтійським морем ( E67 ) — Гельсінкі — Варшава . - Гілка D: Гельсінкі — Санкт-Петербург — Москва — Волгоград — Астрахань — Баку — Астара — Тегеран - Гілка E: Москва — Вороніж — Ростов-на-Дону — Грозний — Махачкала — Баку — Астара — Тегеран - Гілка F: Ростов-на-Дону — Краснодар — Сочі — Тбілісі — Стамбул - Гілка G: Ростов-на-Дону — Краснодар - Новоросійськ, Анапа, Сочі — по Чорному морю - Стамбул - Гілка I: Санкт-Петербург — Псков — Невель — Вітебськ — Гомель — Чернігів — Київ — Одеса — Чорним морем — Самсун |
| II   | Схід-Захід : Берлін — Познань — Варшава — Брест — Мінськ — Смоленськ — Москва — Нижній Новгород |
| III  | Брюссель — Ахен — Кельн — Дрезден — Вроцлав — Катовіце — Краків — Львів — Київ |
| IV   | Дрезден / Нюрнберг — Прага — Відень — Братислава — Дйор — Будапешт — Арад — Бухарест — Констанца / Крайова — Софія — Салоніки / Пловдів — Стамбул |
| V    | Схід - Захід : Венеція — Трієст / Копер — Любляна — Марібор — Будапешт — Ужгород — Львів — Київ (протяжність 1600 км) - Гілка A: Братислава - Жиліна - Кошице - Ужгород - Гілка B: Рієка - Загреб - Будапешт - Гілка C ( E73 ): Плоче - Сараєво - Осієк - Будапешт |
| VI   | Північ - Південь : Гданськ - Катовіце - Жиліна, західна гілка Катовіце - Брно |
| VII  | ( Дунай ) Північний захід - Південний схід : - протяжність 2300 км |
| VIII | Дуррес - Тирана - Скоп'є - Бітола - Софія - Бургас - Варна (протяжність 1300 км) |
| IX   | Гельсінкі — Виборг — Санкт-Петербург — Псков — Москва — Калінінград — Київ — Любашівка / Роздільна (Україна) — Кишинів — Бухарест — Димитровград — Александруполіс (протяжність 3400 км) Головне піднаправлення: Санкт-Петербург - Москва - Київ - Гілка A: Клайпеда - Вільнюс - Мінськ - Гомель - Гілка B: Калінінград - Вільнюс - Мінськ - Гомель - Гілка C: Любашівка - Роздільна - Одеса |
| X    | Зальцбург — Любляна — Загреб — Белград — Ніш — Скоп'є — Велес — Салоніки - Гілка A: Грац — Марібор - Загреб - Гілка B: Будапешт — Нові-Сад — Белград - Гілка C: Ніш — Софія - Димитровград — Стамбул через коридор IV - Гілка D: Велес — Прилеп — Бітола — Флоріна — Ігумениця |